# HAL Basant
Die HAL HA-31 Basant ist ein Agrarflugzeug des indischen Herstellers Hindustan Aeronautics.

## Geschichte und Konstruktion
Hindustan Aeronautics begann 1968, ein Landwirtschaftsflugzeug unter der Bezeichnung HA-31 Mk 1 zu entwickeln, welches das Cockpit direkt über der Tragflächenvorderkante hatte. Der Entwurf wurde schließlich überarbeitet und als HA-31 Basant Mk II produziert. Die Basant Mk II ist ein abgestrebter Tiefdecker mit konventionellem Leitwerk, festem Spornradfahrwerk und wird von einem 400-PS-Lycoming-IO-720-C1B-Boxermotor angetrieben. Die Maschine besitzt ein erhöhtes Cockpit, um dem Piloten eine gute Rundumsicht zu ermöglichen. Die Produktion endete im Jahr 1980 nach 39 gebauten Flugzeugen.

## Technische Daten
| Kenngröße             | Daten                                                    |
| --------------------- | -------------------------------------------------------- |
| Besatzung             | 1                                                        |
| Länge                 | 9 m                                                      |
| Spannweite            | 12 m                                                     |
| Höhe                  | 2,55 m                                                   |
| Flügelfläche          | 23,34 m²                                                 |
| Flügelstreckung       | 6,2                                                      |
| Leermasse             | 1200 kg                                                  |
| max. Startmasse       | 2270 kg                                                  |
| Reisegeschwindigkeit  | 185 km/h                                                 |
| Höchstgeschwindigkeit | 225 km/h                                                 |
| Dienstgipfelhöhe      | 3800 m                                                   |
| Reichweite            | 645 km                                                   |
| Triebwerke            | 1 × 8-Zylinder-Boxermotor Lycoming IO-720-C1B mit 298 kW |